# Autobiografía de un yogui

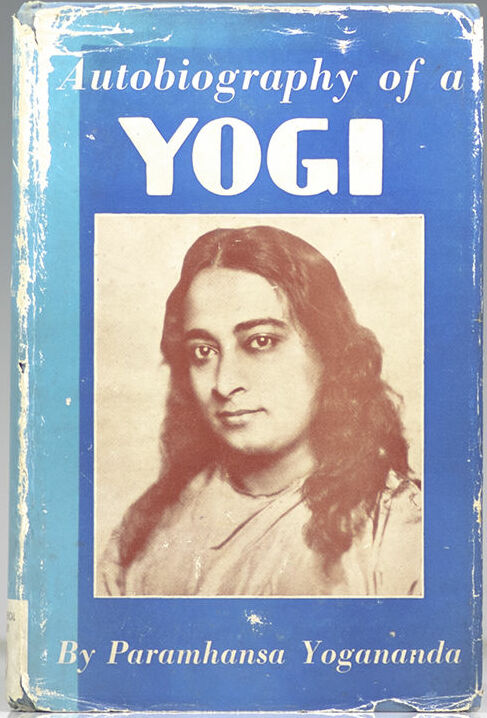
Portada de la primera edición de 1946 de Autobiografía de un Yogui

Autobiografía de un Yogui es la autobiografía escrita por Paramahansa Yogananda (5 de enero de 1893-7 de marzo de 1952) en 1946, en la cual expone la historia de su vida, y con la cual introduce a muchos en la meditación y el yoga. La obra está traducida a más de 50 idiomas
Paramahansa Yogananda nació el 5 de enero de 1893 y murió el 7 de marzo de 1952. Nació con el nombre de Mukunda Lal Ghosh, fue yogui y gurú e introdujo a muchos occidentales en las enseñanzas de la meditación y del yoga, especialmente del método llamado Kriya Yoga, a través de su libro "Autobiografía de un Yogui". Se le considera el más importante propagador del yoga y la meditación en occidente. Anteriormente, otro Swami y yogui hindú, Swami Vivekananda habló en el Congreso Mundial de Religiones de Chicago en 1893, donde fue el orador más destacado según la prensa, pero volvió después a la India.
El libro describe la búsqueda por Yogananda de un gurú, y sus encuentros con personajes notables, como la mística bávara Teresa Neumann, de quien se dice que vivió sin comer desde los 13 años, la santa hindú Anandamayi Ma, Mohandas Gandhi, que fue aprendiz suyo en el Kriya Yoga, el ganador del Premio Nobel de Literatura Rabindranath Tagore, el ganador del Premio Nobel de Física Sir C.V. Raman, y famosos científicos de Estados Unidos como Luther Burbank, a quien dedicó el libro y a quien describe como “un santo americano”.
Amelita Galli-Curci, una de los más famosas cantantes de ópera de principios del siglo XX, describió así este libro:
"Historias increíbles pero verdaderas de santos y maestros de la India, mezclados con inestimable información suprafísica, que es muy necesaria para poder equilibrar la eficacia material occidental con la eficacia espiritual oriental, proceden de la vigorosa pluma de Paramahansa Yogananda, cuyas enseñanzas tanto mi marido como yo hemos tenido el placer de estudiar durante veinte años”.

## Sinopsis
Autobiografía de un Yogui es el más popular de los libros de Yogananda. En 1999 fue designado como uno de los "100 libros espirituales más importantes del siglo 20" por un grupo de teólogos y académicos convocados por la editorial HarperCollins.
Yogananda era muy joven cuando conoció a muchos de los más grandes sabios de la India. El libro Mejda: la Familia e Infancia de Paramahansa Yogananda, escrito por su hermano menor Sananda Lal Ghosh, arroja mucha luz sobre la altura espiritual que tenía ya mucho antes de graduarse en religión y de su formación con su gurú, Sri Yukteswar.
Este libro es un texto autorizado sobre la ciencia espiritual del yoga, que no es sólo el "Hatha Yoga", que son solamente posturas físicas para mejorar la salud, tan familiares en Occidente, y que es lo que podríamos llamar el yoga de la salud física. El yoga abarca un campo muy amplio con diversas especialidades, como por ejemplo el pranayama, llamada la ciencia de la respiración, o ciencia especializada en la energía pránica y su control mediante el control de la respiración. El libro no es una crónica año por año de la vida de Yogananda, sino más bien un estudio de la meditación y el yoga, además de un interesante relato sobre los santos que tuvieron una influencia profunda en su vida y también sobre otros personajes importantes de su época.
La historia del encuentro de Yogananda con su gurú, Sri Yukteswar, se pone de relieve en la Autobiografía de un Yogui, junto con la importancia de la relación gurú-discípulo. El capítulo "Los Años en el Santuario de mi Maestro" es el más largo del libro. La importancia que Yogananda da a esa relación se ve claramente en el primer párrafo de su autobiografía:
- Las características principales de la cultura india han sido desde hace mucho la búsqueda de las últimas verdades y la relación entre el discípulo y su gurú. Mi propia trayectoria me llevó a un sabio cristiano cuya vida hermosa fue cincelada para las edades. Él era uno de los grandes maestros que son la única riqueza que queda en la India. Al emerger en cada generación, han protegido a su tierra contra el destino de Babilonia y de Egipto.

## La búsqueda espiritual comienza en la niñez
Yogananda escribe abiertamente sobre su deseo intenso, incluso en su infancia, de saber qué había tras las experiencias de la vida y la muerte. De niño preguntaba: "¿Qué hay detrás de la oscuridad de los ojos cerrados?" La muerte de su madre cuando tenía 11 años, a quien estaba profundamente dedicado, intensificó en gran medida su personal búsqueda de Dios. Cuenta: "Quería a mi madre como a mi mejor amigo en la tierra. Sus ojos negros reconfortantes habían sido mi refugio en las pequeñas tragedias de la infancia". Yogananda más tarde afirma que en una visión espiritual, Dios, en el aspecto de Divina Madre, le dijo:"Soy yo quien te ha estado cuidando, vida tras vida, a través de la ternura de muchas madres. ¡Encuentra en Mi mirada los dos ojos negros, los bellos ojos perdidos que buscas!"
Siendo todavía estudiante en la escuela secundaria, Yogananda, con tres amigos, trató de huir de casa y encontrar en medio de las montañas del Himalaya a su gurú que llevaba tanto tiempo buscando. Pero fue después de su graduación de la escuela secundaria, que había prometido a su padre que terminaría, cuando Yogananda conoció a Sri Swami Yukteswar Giri.

## Linaje espiritual e influencias
Lahiri Mahasaya era el gurú de los padres de Yogananda y de Sri Yukteswar, a su vez gurú de Yogananda. A la edad de 8 años, Yogananda fue curado instantáneamente del cólera después de que su madre le instase a rezar a Lahiri Mahasaya. Comenzando con el capítulo 31 de su autobiografía, Yogananda dedica los siguientes cinco capítulos a la vida de Lahiri Mahasaya con su gurú, Mahavatar Babaji. Usando historias y hechos biográficos recogidos en su viaje de regreso a la India en 1935 de varios discípulos de Lahiri Mahasaya (incluida la esposa de Lahiri Mahasaya), así como el propio testimonio personal de Yogananda, que rinde homenaje a las tres personas cuyas vidas e influencia colectiva se convirtieron en inseparables de su propia vida y las enseñanzas: el primero es Mahavatar Babaji, el segundo el principal discípulo de este, llamado Lahiri Mahasaya, y tercero el propio gurú de Yogananda, llamado Swami Sri Yukteswar.

## La relación gurú-discípulo
Su relación con su gurú, Sri Yukteswar, se detalla con especial énfasis en la Autobiografía de un Yogui. La búsqueda de toda la vida de Yogananda por su gurú terminó cuando conoció a Swami Sri Yukteswar. A pesar de que Yogananda describe muchos santos y milagros en su libro, su relación con Sri Yukteswar es única. Yogananda pasó varios años siendo entrenado por Sri Yukteswar para la misión última de difundir la ciencia del yoga en el oeste.
- Volviendo sobre mis pasos como si tuviese alas, llegué a la estrecha calle. Mi rápida mirada reveló la figura reservada, mirando constantemente en mi dirección. Algunos pasos impacientes y yo estaba a sus pies.

- “¡Gurudeva!” La cara divina era la de mis mil visiones. Estos ojos felices, en una cabeza leonina de la que caían mechones y con barba puntiaguda, me habían mirado fijamente a menudo en la oscuridad de mis ensueños nocturnos, manteniendo una promesa que yo no había entendido completamente.

- “¡Amado mío, has llegado hasta mí!” Mi gurú pronunció estas palabras repetidamete en bengalí, con voz trémula de alegría. “Cuántos años te he esperado!” Entramos en una comunión silenciosa; las palabras eran superfluas. La elocuencia fluía como un canto silencioso del corazón del maestro al del discípulo. Como con una antena de visión interior irrefragable sentí que mi gurú conocía a Dios, y me guiaría hasta Él. El oscurecimiento de esta vida desapareció en un amanecer frágil de memorias prenatales. ¡El drama del tiempo! El pasado, presente y futuro con sus escenas cíclicas. ¡Ésta no era la primera vez que estaba antes estos pies santos!

Yogananda pasó diez años bajo la estricta disciplina de su gurú.
Extractos del Capítulo 12: Años en el Santuario de Mi Maestro:
- La disciplina no me era desconocida: en mi hogar mi padre era estricto, y mi madre Ananta a menudo severa. Pero el entrenamiento de Sri Yukteswar no puede ser descrito más que como drástico. Mi gurú era un perfeccionista hipercrítico con sus discípulos, ya fuese en asuntos momentáneos como en los matices sutiles de la conducta.

- "Si no te gustan mis palabras, eres libre de irte en cualquier momento", me decía mi Maestro. "Yo no quiero nada de ti, solo tu propio perfeccionamiento. Quédate únicamente si te sientes beneficiado”. "Yo soy duro con los que vienen a mi entrenamiento", me confesó. "Este es mi camino, tómalo o déjalo. Nunca transijo. Pero tú serás mucho más amable con tus discípulos. Esa es tu manera de ser. Trato de purificar solo por el fuego de la severidad, quemando más allá de la tolerancia usual. El enfoque suave del amor también transfigura. Los métodos inflexibles y flexibles son igualmente eficaces si se aplican con sabiduría. Irás a tierras extranjeras, donde no se agradecen los ataques contundentes al ego. Un maestro no puede difundir el mensaje de la India en Occidente sin un amplio fondo acomodaticio de paciencia y tolerancia". ¡Me niego a explicar lo acertadas que encontré las palabras del Maestro tiempo después!

- En la vida del Maestro descubrí el abismo entre el realismo espiritual y el misticismo oscuro que se toma falsamente como homólogo. Mi gurú se mostraba renuente a tratar sobre los reinos suprafísicos. Su única áura "milagrosa" era la simplicidad más perfecta. En la conversación evitaba las referencias sorprendentes; en la acción era libremente expresivo. Otros hablaban de milagros pero no podían manifestar nada; Sri Yukteswar rara vez mencionaba las leyes sutiles, pero las manipulaba a voluntad secretamente.

## Enseñanzas
Yogananda enseñaba a sus alumnos la necesidad de la experiencia directa de la verdad, a diferencia de la creencia ciega. Dijo que "La verdadera base de la religión no es la fe, sino la experiencia intuitiva directa. La intuición es la capacidad del alma de poder conocer a Dios. Para saber lo que es realmente la religión uno debe conocer a Dios".
Haciéndose eco de las enseñanzas tradicionales hindúes, enseñó que el universo entero es una película cósmica de Dios, y que las personas no son más que actores en el divino juego, cambiando de papeles a través de la reencarnación. Enseñaba que el profundo sufrimiento de la humanidad se debe a identificarse demasiado con el cuerpo y con el papel que tienen en la vida actual, en lugar de con el productor de la película, o Dios. Enseñaba Kriya Yoga y otras prácticas de meditación para ayudar a las personas a alcanzar el conocimiento que llamó autorrealización:
- La Autorrealización es el conocimiento experiencial en todas las partes del cuerpo, la mente y el alma de que estamos ahora en posesión del Reino de Dios, que no tenemos que rezar para que venga a nosotros, que la omnipresencia de Dios es nuestra omnipresencia, y que lo único que necesitamos es mejorar nuestro conocimiento.

## La ciencia del Kriya Yoga
El Kriya Yoga es un conjunto de técnicas de yoga que son la principal disciplina de las enseñanzas de meditación de Yogananda. El Kriya Yoga fue transmitido a través del linaje de gurús de Yogananda.
"El Kriya es una antigua ciencia. Lahiri Mahasaya la recibió de su gran gurú, Babaji, quien redescubrió y aclaró la técnica después de que se perdiese en las Eras Oscuras". En el capítulo 4 cita a Lahiri Mahasaya sobre el Kriya diciendo, "Esta técnica no puede ser usada, archivada, y olvidada como las inspiraciones teóricas. Continúa sin parar tu camino hacia la liberación a través del Kriya, pues su poder reside en la práctica". Lahiri Mahasaya reveló el Kriya Yoga a Swami Sri Yukteswar, y éste a su discípulo Yogananda. De acuerdo a las antiguas instrucciones yóguicas, "las técnicas deben ser aprendidas de un Kriyaban o Kriya Yogui". Yogananda dio una descripción general del Kriya Yoga en su Autobiografía:
- "El Kriya Yogui dirige mentalmente su energía vital haciéndola oscilar hacia arriba y hacia abajo, por los seis centros de la columna vertebral o chakras, (que Yogananda, al contrario de la mayoría, clasifica como 6 con el chakra superior aparte). Estos centros están en relación con (pero no son) los plexos medular, cervical, dorsal, lumbar, sacro, y coccígeo, que a su vez se corresponden con los doce signos astrales del zodiaco, el simbólico hombre cósmico. Medio minuto de oscilación de la energía vital a lo largo de la médula espinal humana causa un progreso sutil en su evolución, pues ese medio minuto equivale a un año de desarrollo espiritual natural".

Yogananda dice en el capítulo 26:
- El Kriya Yoga es un simple método psicofisiológico por el cual la sangre humana se decarboniza y recarga de oxígeno. Los átomos de oxígeno extra se transmutan en una corriente vital para rejuvenecer el cerebro y los centros de la columna vertebral. Al evitar la acumulación de sangre venosa, el yogui es capaz de reducir o evitar el deterioro de los tejidos, y el yogui avanzado transmuta sus células en energía pura. Elías, Jesús, Kabir y otros profetas fueron maestros en el uso del Kriya o una técnica similar, mediante la cual podían desmaterializar sus cuerpos a voluntad.

- "El Kriya Yoga que estoy dando al mundo a través de ti en este siglo XIX,” dijo Babaji a Lahiri Mahasaya, “es un renacimiento de la misma ciencia que Krishna dio hace milenios a Arjuna, y más adelante fue conocida por Patanjali, Cristo, San Juan, San Pablo, y otros discípulos".

- El Kriya Yoga es mencionado por Krishna, el profeta más grande de la India, en una estrofa del Bhagavad Gita: “Ofreciendo la inspiración en la espiración, y ofreciendo la espiración en la inhalación, el yogui neutraliza ambas respiraciones, libera así la fuerza vital del corazón y la trae bajo su control.” La interpretación es: "El yogui retrasa el deterioro del cuerpo aportando energía vital, y detiene los cambios del crecimiento del cuerpo mediante la apana (corriente eliminatoria es decir exhalacion). El deterioro y el crecimiento son así neutralizados, y calmando el corazón, el yogui aprende el control de la vida(al través de la sublimación de la energía kundalini)".

## Dios, los milagros, la religión y la ciencia
Unos veinte capítulos de la autobiografía de Yogananda han sido expresamente escritos para tratar sobre uno o más milagros. El capítulo treinta titulado "La ley de los Milagros" intenta una descripción científica de las energías milagrosas de los santos, y la relación eterna entre Dios, la vida humana, la religión y la ciencia.
Refiriéndose a la lógica fascinación por los milagros, y los que poseen poderes milagrosos, Yogananda, en el final del capítulo 35 cita a Lahiri Mahasaya:
- En referencia a los milagros, Lahiri Mahasaya decía a menudo que “el funcionamiento de las leyes sutiles que son desconocidas para las personas comunes no se debe discutir o divulgar públicamente sin la debida discriminación.” Si en estas páginas he parecido burlar sus palabras preventivas, es porque él me ha dado seguridad interiormente. También, al registrar las vidas de Babaji, Lahiri Mahasaya, y Sri Yukteswar, he creído recomendable omitir muchas historias milagrosas verdaderas que difícilmente se podrían incluir sin escribir además un volumen explicativo de filosofía abstrusa.

## La experiencia de la Consciencia Cósmica
Yogananda describe cómo fue su primera experiencia de samādhi o superconsciencia en el capítulo 14, titulado «Una experiencia de Conciencia Cósmica», para él lógicamente asombrosa. Por ejemplo, al empezar a ver por primera vez a través del simbólico «tercer ojo» del espíritu, relata que podía ver en todas direcciones, no solamente hacia adelante, sino también por los lados, hacia atrás, hacia arriba y hacia abajo, en una especie de visión «ominidireccional», pudiendo además ver a través de los objetos sólidos como paredes, etc.
Para alcanzar y experimentar este estado de samādhi sería necesaria la cesación absoluta de todo movimiento y actividad del cuerpo, parándose la respiración, la actividad cerebral, el corazón y el metabolismo, con lo que se produciría la desconexión total y absoluta y de manera casi inimaginable con el mundo exterior y con lo que nos ata al mismo, el cuerpo, que a su vez limita y ata nuestra conciencia, que libre de la limitación de la conexión con el cuerpo podría ampliarse de forma inconcebible.
Yogananda denomina a este estado corporal llamado samādhi en yoga «animación suspendida», que sería una especie de "muerte reversible o temporal", en que el cuerpo está totalmente muerto, convertido en una especie de estatua de carne y hueso, pero la consciencia está totalmente despierta y se expande sin límites de forma inimaginable hasta hacerse una con Dios. El universo se siente entonces como el propio cuerpo.
Este estado solo se alcanzaría después de varias vidas de práctica de la meditación. Primeramente es una experiencia esporádica e incontrolada (savikalpa samādhi), similar a los trances místicos involuntarios de Santa Teresa de Ávila, San Juan de la Cruz y otros místicos de otras culturas religiosas. Tras larga práctica adicional finalmente se conseguiría el control total (nirvikalpa samādhi), pudiendo entrar y salir de este estado a voluntad.
Este estado habría sido alcanzado por pocas personas, entre las que Yogananda cita a Jesús y a Krishná a quienes consideraba los más altos maestros y yoguis de Occidente y Oriente respectivamente. Jesús, según el Evangelio de Acuario (libro escrito en 1908 por un médium) y otros, habría viajado a la India entre los 14 y 30 años, habría aprendido y practicado meditación con los más altos yoguis y gurús, y habría alcanzado el grado más alto, el grado de "Cristo", palabra de igual etimología que "Krishná" y de equivalente significado.

## Funda una escuela y viaja a América
Yogananda se convirtió en 1915 en un monje de la rama Giri de la orden Swami. En 1917, atendiendo el consejo de su gurú, quien le dijo: "Recuerda que el rechazo de las habituales responsabilidades mundanas solamente se puede justificar asumiendo algún tipo de responsabilidad en una familia mucho más grande", fundó una escuela de niños en Dihika con sólo siete niños, que luego se trasladó a Ranchi en 1918. Acerca de la educación dijo:
- El ideal de la recta educación de los jóvenes ha estado siempre muy cerca de mi corazón. Vi claramente los resultados áridos de la formación ordinaria, orientados únicamente al desarrollo del cuerpo y del intelecto.

En el capítulo 37 "Voy a América", Yogananda describe una visión que tuvo en que sintió que "el Señor me llamaba a América". Rápidamente se reunió con los profesores de la escuela y les dio la noticia de que se iba a América. Unas horas después estaba en un tren camino de Calcuta.
Cuando llegó, le vino de repente una invitación para asistir, como delegado de la India, a una conferencia religiosa que se celebraba en Boston. Yogananda acudió a su gurú para preguntar si debía ir. Su respuesta fue simple, "Todas las puertas están abiertas para usted. Es ahora o nunca". Yogananda obtuvo la financiación del viaje de su padre, quien le dijo estas palabras: "le doy este dinero no en mi papel de padre, sino como fiel discípulo de Lahiri Mahasaya. Vaya a esa tierra occidental y propague allí las enseñanzas universales del Kriya Yoga."
Yogananda tenía 27 años cuando salió de la India en el buque City of Sparta, que atracó en Boston el 6 de octubre de 1920. Fue el primer barco de pasajeros que llegó a América después de terminar la Primera Guerra Mundial. Siguió viviendo en los Estados Unidos hasta regresar brevemente a la India durante un viaje de un año por Europa y Tierra Santa en 1935-1936.

## Lista de capítulos
Según los títulos de la Edición del Aniversario de 1997:
1. Mis Padres e Infancia
2. La Muerte de mi Madre y el Amuleto Místico
3. El Santo con dos Cuerpos (Swami Pranabananda)
4. Mi Interrumpida Escapada hacia los Himalayas
5. Un "Santo del Perfume" muestra sus maravillas
6. El Swami de los Tigres
7. El Santo que Levita (Nagendra Nath Bhaduri)
8. El Gran Científico de la India J.C. Bose
9. El Devoto Dichoso y su Romance Cósmico (Maestro Mahasaya)
10. Conozco a mi Maestro, Sri Yukteswar
11. Dos Muchachos sin Dinero en Brindaban
12. Años en el Santuario de mi Maestro
13. El Santo que no Duerme (Ram Gopal Muzumdar)
14. Una Experiencia de Consciencia Cósmica
15. El Robo de la Coliflor
16. Engañando a las Estrellas
17. Sasi y los Tres Zafiros
18. Un Musulmán Trabajando con Milagros Afzal Khan)
19. Mi Maestro, en Calcuta, Aparece en Serampore
20. No Visitamos Cachemira
21. Visitamos Cachemira
22. El Corazón de una Imagen de Piedra
23. Recibo mi Título Universitario
24. Me Convierto en un Monje de la Orden Swami
25. Mi Hermano Ananta y mi Hermana Nalini
26. La Ciencia del Kriya Yoga
27. Fundación de una Escuela de Yoga en Ranchi
28. Kashi, Renacido y Descubierto
29. Rabindranath Tagore y yo Comparamos Escuelas
30. La Ley de los Milagros
31. Una Entrevista con la Madre Sagrada (Kashi Moni Lahiri)
32. Rama se Levanta de entre los Muertos
33. Babaji, el Yogui-Cristo de la India Moderna
34. Materialización de un Palacio en el Himalaya
35. La Vida Crística de Lahiri Mahasaya
36. El Interés de Babaji por el Oeste
37. Voy a América
38. Luther Burbank - Un Santo en Medio de las Rosas
39. Teresa Neumann, la Estigmatista Católica
40. Vuelvo a la India
41. Un Idilio en el Sur de India
42. Los Días con Mi Gurú
43. La Resurrección de Sri Yukteswar
44. Con Mahatma Gandhi en Wardha
45. La "Madre Llena de Dicha" (Ananda Moyi Ma)
46. La Mujer Yogui que Nunca Come (Giri Bala)
47. Vuelvo al Oeste
48. En Encinitas en California
49. Los Años 1940-1951

## Otras obras importantes de Yogananda
Entre los más de veinte de libros de Yogananda publicados tras su Autobiografía, destacan los tres siguientes. Los dos primeros, los más extensos de todos los publicados, son sistemáticos y técnicos, con minuciosas explicaciones de "tecnología espiritual", y por ello constituyen auténticos libros de texto o enciclopedias de yoga. El segundo es el más extenso de todos sus libros y ha sido acogido con respeto y admiración por diversos especialistas, algunos de ellos cristianos. El tercero es un resumen del segundo, pero con especial enfoque en Jesús y la Biblia. Los tres contienen muchas explicaciones sobre las relaciones e interacciones de cuerpo, mente y alma que hasta ahora no había reveladas o al menos publicadas.
- "Dios habla con Arjuna", sobre el "Bhagavad Guita" y la real ciencia de la realización de Dios, o raya yoga, 1.173 páginas, 1995.
- "La segunda venida de Cristo", entendido como la consciencia crística en nuestro interior, 1.742 páginas, 2004.
- "El yoga de Jesús", con nuevas interpretaciones de la Biblia según el yoga, 147 páginas, 2007.